# Bernhard Jaumann
Bernhard Jaumann (* 8. Juni 1957 in Augsburg) ist ein deutscher Schriftsteller. Bekannt wurde er durch seine Kriminalromane und Kurzgeschichten.

## Leben
Jaumann studierte nach dem Abitur am Augsburger Peutinger-Gymnasium in München Deutsch, Geschichte und Sozialkunde für das Lehramt. Anschließend arbeitete er, unterbrochen von längeren Auslandsaufenthalten in Italien, Australien, Mexiko-Stadt und Windhoek (Namibia), als Gymnasiallehrer in Bad Aibling. Seit 1998 veröffentlicht er Kriminalromane.
Die ersten fünf Bände seiner Kriminalromane bilden eine Reihe und nehmen inhaltlich Bezug auf die fünf Sinne. Jeder Roman spielt in einer anderen Metropole und dreht sich um jeweils einen der fünf.
Eine weitere Reihe bildet die Trilogie um Montesecco. Das kleine, dem Aussterben nahe Dorf in den italienischen Marken wird zum Schauplatz raffinierter Verbrechen. Wer weiß schon, ob sie je geklärt würden, wenn die wenigen Dorfbewohner nicht selbst die Aufklärung und Lösung der Fälle übernehmen würden.
Während er gemeinsam mit seiner Ehefrau für ein paar Jahre in Namibia lebte, hat er mit Geiers Mahlzeit (2008), Die Stunde des Schakals (2010), und Steinland (2012) drei in Südwestafrika bzw. Namibia angesiedelte Kriminalromane verfasst. Der Roman Der lange Schatten (2015) spielt zu mehr als der Hälfte in Deutschland und verknüpft die lange zurückliegenden Verbrechen der deutschen Kolonialherrschaft mit den staatlichen und gesellschaftlichen Gegebenheiten im heutigen Namibia.
Seit 2019 schreibt Jaumann an einer Serie um die Münchner Kunstdetektei von Schleewitz. In Der Turm der blauen Pferde (2019) spüren die Detektive dem gleichnamigen, seit 1945 verschollenen Meisterwerk von Franz Marc nach. In Caravaggios Schatten (2021) sollen sie das aus Schloss Sanssouci gestohlene Caravaggio-Gemälde Der ungläubige Thomas wiederbeschaffen. In Banksy und der blinde Fleck (2023) ist zu klären, ob die Graffiti, die in München für einen Hype in Medien und Kunstmarkt sorgen, tatsächlich von dem britischen Streetartkünstler stammen. Alle drei Kriminalromane verbinden Realität und Fiktion. Sie spiegeln thematisch die Charakteristika der betreffenden Künstler wider.
Jaumann ist Mitglied der Krimi-Schriftsteller-Vereinigung Syndikat.

## Auszeichnungen
Für seinen Roman Saltimbocca wurde Bernhard Jaumann 2003 mit dem Friedrich-Glauser-Preis ausgezeichnet. In der Begründung der Jury hieß es dazu: „Bernhard Jaumanns kulinarischer Krimi ist ein Festmahl – hier stimmen die Zutaten bei jedem Gang: Sprachlicher Gaumenkitzel, spannende Komposition, witzige Darreichung – und das Ganze abgeschmeckt mit genau dem richtigen Schuss Ironie“.
Eine zweite Auszeichnung mit dem Friedrich-Glauser-Preis erhielt er 2008 diesmal in der Kategorie Kurzkrimi für seine Story Schnee an der Blutkuppe, die in der Anthologie Zum Sterben schön 2007 bei Wunderlich, Reinbek, erschien.
2009 wurde ihm der Deutsche Krimipreis (2. Platz national) für den Abschlussband seiner Montesecco-Trilogie Die Augen der Medusa verliehen. Den 1. Platz des Deutschen Krimipreises errang Jaumann 2011 in der Kategorie National mit seinem ersten Namibia-Roman Die Stunde des Schakals.

## Werke (Auswahl)
Die Reihe der fünf Sinne
- Hörsturz. Kriminalroman. 4. Aufl. Aufbau Taschenbuch-Verlag, Berlin 2009, ISBN 978-3-7466-1506-6.
- Sehschlachten. Roman. Neuaufl. Aufbau Taschenbuch-Verlag, Berlin 2006, ISBN 978-3-7466-1505-9.
- Handstreich. Roman. Aufbau Taschenbuch-Verlag, Berlin 2006, ISBN 978-3-7466-1507-3.
- Duftfallen. Roman. Aufbau Taschenbuch-Verlag, Berlin 2004, ISBN 978-3-7466-1508-0.
- Saltimbocca. Kriminalroman. Neuaufl. Aufbau Taschenbuch-Verlag, Berlin 2008, ISBN 978-3-7466-1509-7.

Die Montesecco-Trilogie
- Die Vipern von Montesecco. Roman. Aufbau Taschenbuch-Verlag, Berlin 2007, ISBN 978-3-7466-2301-6.
- Die Drachen von Montesecco. Kriminalroman. Aufbau Taschenbuch-Verlag, Berlin 2007, ISBN 978-3-7466-2452-5.
- Die Augen der Medusa. Ein Montesecco Roman. Aufbau Taschenbuch-Verlag, Berlin 2008, ISBN 978-3-7466-2619-2.

Die „Clemencia Garises“-Trilogie (in Namibia angesiedelt)
- Die Stunde des Schakals. Roman Kindler Verlag, Reinbek 2010, ISBN 978-3-463-40569-8.
- Steinland. Kriminalroman Kindler Verlag, Reinbek 2012, ISBN 978-3-463-40570-4.
- Der lange Schatten. Kriminalroman Kindler Verlag, Reinbek 2015, ISBN 978-3-463-40648-0.

Aus der Kurzroman-Reihe „Kaliber .64“
- Geiers Mahlzeit. Kriminalroman. Edition Nautilus, Hamburg 2008, ISBN 978-3-89401-567-1.

Die Reihe um die Kunstdetektei Schleewitz
- Der Turm der blauen Pferde : ein Fall der Kunstdetektei Schleewitz. Köln: Galiani Berlin, 2019, ISBN 978-3-86971-141-6.
- Caravaggios Schatten: Kriminalroman, Kunstdetektei von Schleewitz zweiter Fall, Galiani Berlin, 2021, ISBN 978-3-86971-197-3.
- Banksy und der blinde Fleck, Kriminalroman, Kunstdetektei von Schleewitz dritter Fall, Galiani Berlin, 2023, ISBN 978-3-462-31126-6.